# Forțele Aeriene Ruse
Forțele Aeriene Ruse (în limba rusă Военно-воздушные cилы России
Voienno-vozdușnie sili Rossii este aviația militară a Forțelor armate ale Federației Ruse.
Forțele aeriene s-au format din fosta Forțele Aeriene Sovietice după dezmembrarea Uniunii Sovietice în anii 1991–92.
Data de 7 mai 1992 când Boris Elțin a creat Ministerul Apărării Federației Ruse poate fi considerată data în care au fost create noile Forțe Aeriene. De la această dată Forțele Aeriene au suferit numeroase reduceri ale efectivului datorită lipsei resurselor și s-a redus constant. De când însă Vladimir Putin a devenit președintele Rusiei s-au alocat mult mai multe fonduri.   

## Istoric
După dizolvarea în decembrie 1991 Uniunii Sovietice în cele cincisprezece republici din care era formată, avioanele și personalul Forțelor Aeriene Sovietice au fost împărțite între noile state independente. 
Generalul Piotr Deinekin, fostul comandant al Forțelor Aeriene Sovietice, a devenit primul comandant al noii organizații în data de 24 iulie 1991. 
Rusia a primit majoritatea avioanelor de vânătoare moderne și 65% din personal.

## Inventarul Forțelor Aeriene Ruse la începutul anului 2013
Forțele aeriene ruse au un personal de aproximativ 170.000 persoane incluzând 40.000 ofițeri și 37.000 persoane pentru întreținere.
Informațiile de mai jos fiind secrete, au fost obținute din surse libere și pot fi imprecise.
| Avion (Cod NATO/Nume rusesc) | Foto                       | Origine              | Tip                                                      | Variantă                                  | În serviciu                                             | Observații |  |
| Avioane de vânătoare         | Avioane de vânătoare       | Avioane de vânătoare | Avioane de vânătoare                                     | Avioane de vânătoare                      | Avioane de vânătoare                                    | Avioane de vânătoare |  |
| ---------------------------- | -------------------------- | -------------------- | -------------------------------------------------------- | ----------------------------------------- | ------------------------------------------------------- | --- |  |
| Su-27(Flanker-B)             |                            | URSS                 | Avion de superioritate aeriană                           | Su-27 Su-27SM Su-27SM3 Su-27UB            | 58 241 12 52                                            | În ianuarie 2013 au fost în serviciu 363 avioane. În 2010 a început un program de modernizare pentru îmbunătățirea variantei A la SM.                                                        |  |
| Su-30 (Flanker-C)            |                            | Rusia                | Avion de luptă multirol                                  | Su-30 Su-30M2 Su-30SM                     | 5 4 5<http://bmpd.livejournal.com/600523.html           | S-a contractat construcția și livrarea până în 2016 a 60 buc. Su-30SM |  |
| Su-35 (Flanker-E)            |                            | Rusia                | Avion de luptă multirol                                  | Su-35 Su-35S                              | 5 10                                                    | 48 buc. Su-35S comandate până în 2015. |  |
| MiG-29 (Fulcrum)             | MiG-29SMT at the 2011 MAKS | URSS                 | Avion de luptă multirol                                  | MiG-29 MiG-29UB MiG-29SMT MiG-29UBT       | 197 58 28 6                                             | |  |
| Su PAK FA                    |                            | Rusia                | Avion de luptă multirol cu tehnologie stealth            | Su PAK FA Su HAL FGFA                     | 4 0                                                     | S-a contractat construcția și livrarea în perioada 2012-2016 a 10 bucăți pentru teste și evaluare, ulterior alte 60 exemplare vor fi achiziționate în perioada imediat următoare lui 2016.   |  |
| Avioane de interceptare      |                            |                      |                                                          |                                           |                                                         | |  |
| MiG-31 (Foxhound)            |                            | URSS                 | Interceptor                                              | MiG-31 MiG-31B MiG-31BM                   | 122 18 24                                               | În total sunt 252 în serviciu. 164 active și 88 în rezervă. Este în curs un program de modernizare pentru 80 de avioane Mig-31BM care se va încheia în 2020. Celelalte vor intra în rezervă. |  |
| Avioane de atac la sol       |                            |                      |                                                          |                                           |                                                         | |  |
| Su-24 (Fencer)               |                            | URSS                 | Avion de atac la sol Avion de atac Avion de recunoaștere | Su-24M Su-24M2 Su-24MR                    | 251 40 79                                               | 590 în serviciu în noiembrie 2012. Sunt 251 buc. Su-24M, 40 buc. Su-24M2, 79 buc. Su-24MR active și altele în rezervă. 70% se vor înlocui cu Su-34 și altele se vor îmbunătăți în Su-24M2.   |  |
| Su-25 (Frogfoot)             |                            | URSS                 | Sprijin aerian tactic                                    | Su-25 Su-25SM Su-25UB                     | 185 66 35                                               | Program de modernizare în curs pentru Su-25SM standard. Se vor moderniza aprox. 80 Su-25s până în 2020.                                                                                      |  |
| Su-34 (Fullback)             |                            | Rusia                | Avion de vânătoare-bombardament                          | Su-34                                     | 29 http://ria.ru/defense_safety/20130709/948486315.html | Două contracte pentru: 32 avioane până în 2015 și alte 92 până în 2020 (total 124) This aircraft will replace 70 percent of Su-24s.                                                          |  |
| Bombardiere                  |                            |                      |                                                          |                                           |                                                         | |  |
| Tu-22M (Backfire)            |                            | URSS                 | Bombardier                                               | Tu-22M3 Tu-22MR Tu-22M3M                  | 116                                                     | Program de modernizare Tu-22M3M. (30 avioane până în 2020). |  |
| Tu-95 (Bear)                 |                            | URSS                 | Bombardier strategic                                     | Tu-95MS6Tu-95MS16                         | 3231                                                    | |  |
| Tu-160 (Blackjack)           |                            | URSS                 | Bombardier strategic                                     | Tu-160                                    | 16                                                      | |  |
| Transport Aircraft           |                            |                      |                                                          |                                           |                                                         | |  |
| An-124 (Condor)              |                            | URSS                 | Transport strategic                                      | An-124An-124-100                          | 104                                                     | Până în 2020 20 de avioane se vor moderniza la varianta AN-124-100. |  |
| Il-76 (Candid)               |                            | URSS/Rusia           | Transport strategic                                      | IL-76MD                                   | 210                                                     | 39(48) buc. comandate. (Il-76MD-90A/Il-476) până în 2020 |  |
| An-12 (Cub)                  |                            | URSS                 | Transport tactic                                         | An-12                                     | 50                                                      | |  |
| An-72 (Coaler)               |                            | URSS                 | Transport tactic                                         | An-72/74                                  | 39                                                      | |  |
| An-24 (Coke) An-26 (Curl)    |                            | URSS                 | Transport tactic                                         | An-24/An-26                               | 76                                                      | |  |
| Special Aircraft             |                            |                      |                                                          |                                           |                                                         | |  |
| Iliușin Il-20 (Coot)         |                            | URSS                 | Avion radar                                              | IL-20M                                    | 20                                                      | |  |
| Il-62 (Classic)              |                            | URSS                 |                                                          | IL-62M                                    | 3                                                       | [ 37 ] |  |
| Tu-154 (Careless)            |                            | URSS                 |                                                          | Tu-154M                                   | 16                                                      | [ 37 ] |  |
| Antonov An-148               |                            | Rusia                |                                                          | An-148-100E                               |                                                         | 15 comandate pentru a înlocui Tu-134UBL |  |
| Il-78 (Midas)                |                            | URSS                 | Avion cisternă                                           | IL-78 IL-78M                              | 20                                                      | |  |
| Be A-50 (Mainstay)           |                            | URSS                 | Avion Radar și comandă                                   | A-50M A-50U                               | 25 2                                                    | |  |
| Il-80 (Maxdome)              |                            | URSS                 | Commandă & Control                                       | IL-80                                     | 4                                                       | |  |
| Be-200 (Altair)              |                            | Rusia                | Amfibiu                                                  | Be-200PS Be-200ChS                        |                                                         | Comandate 2 Be-200ChS și 4 Be-200PS până în 2016 + planificate încă 8 |  |
| Let L-410 Turbolet           |                            | Cehoslovacia         | Transport VIP                                            | L-410                                     | 8                                                       | . |  |
| Antonov An-140               |                            | Rusia                | Transport VIP                                            | An-140-100                                | 3                                                       | 10 on order |  |
| Training Aircraft            |                            |                      |                                                          |                                           |                                                         | |  |
| Yak-130 (Mitten)             |                            | Rusia                | Avion de antrenament                                     | Yak-130                                   | 32                                                      | Alte 55 comandate. |  |
| Aero L-39 Albatros           |                            | Cehoslovacia         | Avion de antrenament                                     | L-39                                      | 336                                                     | Vor fi înlocuite cu Yak-130. |  |
| Tu-134 (Crusty)              |                            | URSS                 | Avion de antrenament                                     | Tu-134UBL                                 | 30                                                      | |  |
| Elicoptere                   |                            |                      |                                                          |                                           |                                                         | |  |
| Ka-52 (Hokum B/Aligator      |                            | Rusia                | Elicopter de atac                                        | Ka-52                                     | 35                                                      | 140 buc. comandate până în 2020 |  |
| Mi-24 (Hind) Mi-35 (Hind D)  |                            | URSS/Rusia           | Elicopter de atac                                        | Mi-24V/PMi-35М                            | ~37516                                                  | Două contracte pentru 22 buc. MI-35M și pentru 27 buc. până în 2014. (total 49) |  |
| Mi-28 (Havoc)                |                            | Rusia                | Elicopter de atac                                        | Mi-28N                                    | ~72                                                     | Două contracte pentru 67 Mi-28N până în 2013 și 30 până în 2014. (în total 97 buc.) |  |
| Mi-8 (Hip) Mil Mi-17         |                            | URSS/Rusia           | Elicopter de transport                                   | Mi-8MT Mi-8T Mi-8MTV-5 Mi-8AMTShMi-17(8M) | ~600                                                    | Active în industrie. Se presupune că vor fi 140 Mi-8MTV-5 până în 2020. |  |
| Mi-26 (Halo)                 |                            | URSS/Rusia           | Elicopter de transport                                   | Mi-26 Mi-26(T)                            | 35 13                                                   | Comandate 18 buc. |  |
| Ka-226 (Hoodlum/Sergei)      |                            | Rusia                | Elicopter de transport                                   | Ka-226                                    | 10                                                      | Comandate 36 buc. |  |
| Kazan Ansat                  |                            | Rusia                | Elicopter de antrenament                                 | Ansat-U                                   | 19                                                      | 40 comandate |  |
| Ka-28 (Helix)                |                            | URSS                 | Elicopter utilitar                                       | Ka-28                                     | 2                                                       | [ 37 ] |  |
| Kamov Ka-29                  |                            | URSS                 | Elicopter utilitar                                       | Ka-29                                     | 21                                                      | [ 37 ] |  |
| Avioane fără pilot (UAV)     |                            |                      |                                                          |                                           |                                                         | |  |
| Yakovlev Pchela              |                            | Rusia                | Dronă                                                    | PCHELA-1T                                 | Necunoscut                                              | |  |
| REIS-D                       |                            | Rusia                | Dronă                                                    | REIS-D                                    | Necunoscut                                              | |  |
| IAI Searcher                 |                            | Israel               | Dronă                                                    | Forpost                                   | Necunoscut                                              | |  |